# Weston (Wisconsin)
Weston é uma vila localizada no estado norte-americano de Wisconsin, no Condado de Marathon.

## Demografia
Segundo o censo norte-americano de 2000, a sua população era de 12.079 habitantes.
Em 2006, foi estimada uma população de 13.177, um aumento de 1098 (9.1%).

## Geografia
De acordo com o United States Census Bureau tem uma área de
55,3 km², dos quais 55,2 km² cobertos por terra e 0,1 km² cobertos por água.

## Localidades na vizinhança
O diagrama seguinte representa as localidades num raio de 12 km ao redor de Weston.